# Jöns Bengtsson (Oxenstierna)

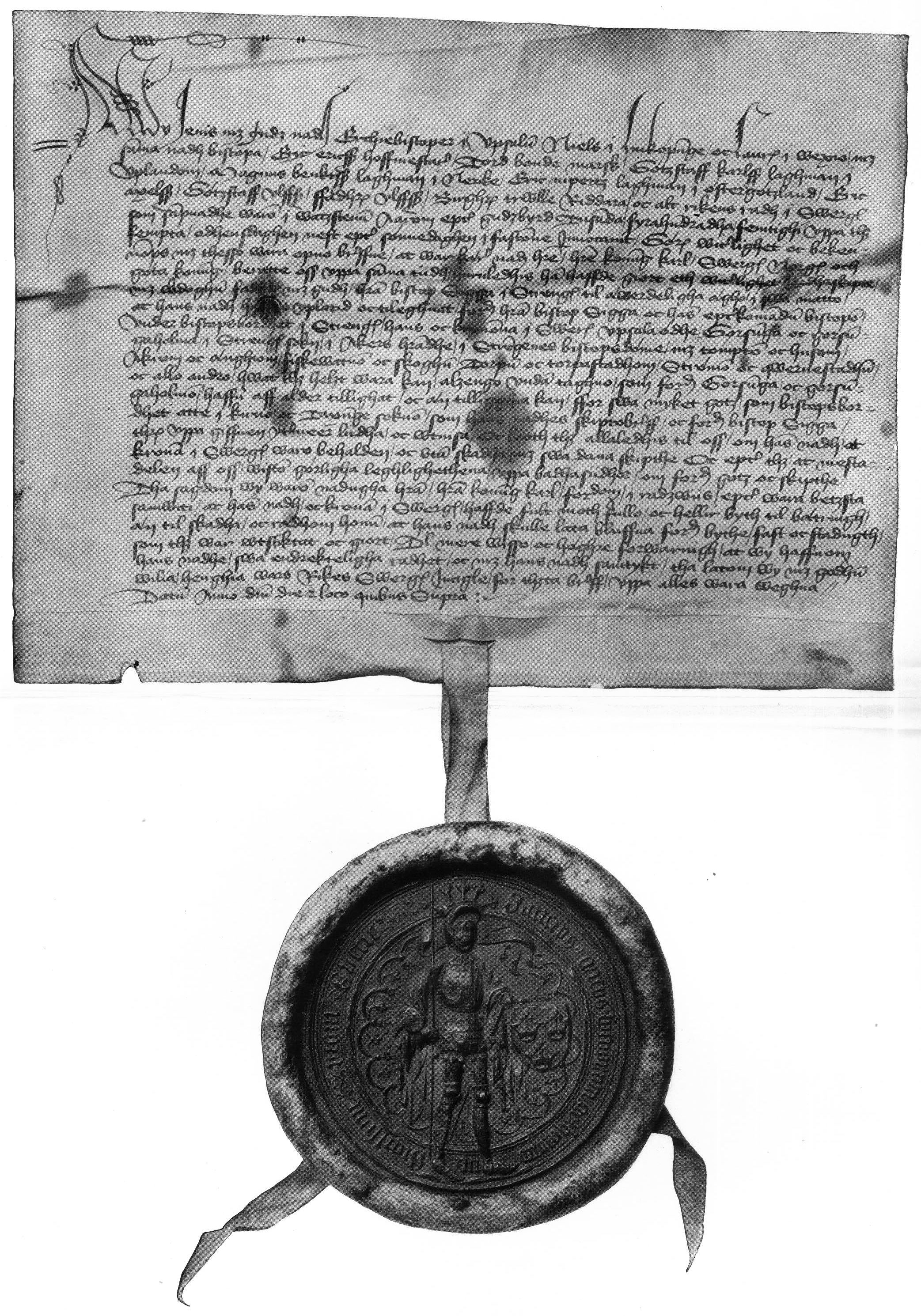
Av Jöns Bengtsson skrivet brev på pergament, daterat Vadstena 26 februari 1455 angående byte av jord mellan kronan och biskopsbordet i Strängnäs.

Denna artikel handlar om den svenske ärkebiskopen och riksföreståndaren under 1400-talet. För hans farfar med samma namn, se Jöns Bengtsson (Oxenstierna) d.ä.
Jöns Bengtsson (Oxenstierna) d.y., latin: Johannes Benedicti de Salista, född omkring 1417, död den 15 december 1467 på Öland, var en svensk präst och statsman. Han var ärkebiskop av Uppsala stift från 1448 till sin död 1467, samt Sveriges riksföreståndare 1457 och 1465–1466.

## Biografi
Jöns Bengtsson föddes omkring 1417 som son till Bengt Jönsson (Oxenstierna) och Kristina Kristiernsdotter (Vasa), drotsen Krister Nilsson (Vasa):s dotter. Bland hans syskon märks bröderna David och Kristiern, vilka bland annat deltog i 1464 års resning mot kung Kristian I. Jöns Bengtsson studerade vid Leipzigs universitet och blev magister artium år 1437.

## Ämbetsgärning
Jöns Bengtsson Oxenstierna var en högt begåvad och enligt uppgift ärelysten man. Han utnämndes till domprost i Uppsala stift år 1439. Under mitten av 1440-talet tros han ha lämnat Sverige under några år för att fortsätta sina akademiska studier inom kanonisk rätt och omnämns som rektor och decretorum baccalaureus vid Leipzigs universitet sommarterminen 1445. Den 30 juni 1448 vigdes Bengtsson till ärkebiskop i Uppsala domkyrka, sedan företrädaren Nils Ragvaldsson (Nicolaus Ragvaldi) avlidit den 17 februari samma år. Två dagar senare, 2 juli, krönte han i sin egenskap av ärkebiskop, Katarina Karlsdotter (Gumsehuvud) till svensk drottning. Hennes make, Karl Knutsson (Bonde) hade krönts till svensk kung den 29 juni. Från 1457 kallade han sig Sveciae primas, för att markera sina kyrkliga och världsliga strävanden.
Jöns Bengtssons släkt stod i opposition mot Karl Knutsson och motsättningarna mellan monarken och Jöns Bengtsson och dennes släkt fördjupades allteftersom kungen ansågs vara för självsvåldig i kyrkliga frågor. År 1457 utbröt öppet uppror och Karl Knutsson (Bonde) flydde till Danzig (Gdansk). Jöns Bengtsson och Erik Axelsson blev riksföreståndare efter upproret. Den danske kung Kristian I kallades till Sverige och mottogs som svensk kung. Kristian I drev en hård skattepolitik, som drabbade allmänheten hårt. Jöns Bengtsson efterskänkte skatten för vissa Upplandsbönder, vilket medförde att han arresterades och fördes till Danmark i fångenskap. Jöns Bengtssons frände biskop Kettil Karlsson (Vasa) ställde sig i spetsen för en resning mot Kristian I, vilken bland annat resulterade i slaget vid Haraker den 17 april 1464. Karl Knutsson (Bonde) återkallades. Efter privata underhandlingar släpptes Jöns Bengtsson av danskarna.
Jöns Bengtsson blev på nytt unionspartiets ledare. Karl Knutsson (Bonde) tvingades 1465 åter att avgå och Jöns Bengtsson och Kettil Karlsson styrde landet. Efter Kettil Karlssons död styrde Jöns Bengtsson landet själv. Han måste dock snart vika för rådets nye riksföreståndare Erik Axelsson (Tott). År 1467 blev Karl Knutsson (Bonde) kung för tredje gången. Därpå flydde Jöns Bengtsson till Öland där han dog. Vid det efterföljande valet av ny ärkebiskop var Jakob Ulvsson påvens favoritkandidat, men på grund av kung Karl Knutssons misstänksamhet mot ämbetets utövare, påverkades domkapitlet av kungen till att utse Tord Pedersson Bonde till ärkebiskop. Tord Pedersson Bonde avled emellertid i mars 1470 och Jakob Ulvsson kunde tillträda tjänsten omedelbart.

## Förläningar
Sedan Jöns Bengtsson sent omsider hyllat Karl Knutsson (Bonde) som svensk kung erhöll han i förläning Norunda samt Olands härader i Uppland .